# Ammophilomima trifida
Ammophilomima trifida är en tvåvingeart som beskrevs av Wei Ying Hsia 1949. Ammophilomima trifida ingår i släktet Ammophilomima och familjen rovflugor. Inga underarter finns listade i Catalogue of Life.